# Danmarks skolehaver 1903-1928
Danmarks skolehaver 1903-1928 er en dansk dokumentarfilm fra 1928 med ukendt instruktør.

## Handling
På et Danmarkskort angives, hvor i landet der findes skolehaver. København 1927: man skal først meldes ind, herefter lærer man at grave, skuffe, rive, luge osv. Der undervises i frugtræets forædling og barkpodning, samt såning af ærter. Pigerne plukker blomsterbuketter. Der prikles tomater, potteplanter omplantes, kål udplantes, gulerødder tyndes ud. Skolehaverne har også bistader. Kartofler luges, vandes og hyppes. Endelig skal der høstes afgrøder, og der er så meget, at forældrene må hjælpe med transporten. Sæsonen afsluttes med præmieuddeling - flotte blomsterbuketter og store kålhoveder. Der er også potteplanteudstilling i Zoologisk Have.